# Clube Atlético Patrocinense
El Clube Atlético Patrocinense es un equipo de fútbol de Brasil que juega en el Campeonato Mineiro, la primera división del estado de Minas Gerais.

## Historia
Fue fundado el 19 de mayo de 1954 en la ciudad de Patrocínio del estado de Minas Gerais, aunque en sus primeros años con algunas apariciones en el Campeonato Mineiro no fueron muy destacadas hasta que desapareció en 2005 mientras jugaba en la segunda división estatal luego de sumar un punto en la temporada.
El club es refundado en 2016, logrando ganar el título de la segunda división estatal y así lograr el ascenso al Campeonato Mineiro.
En 2018 logra avanzar a la ronda de campeonato del Campeonato Mineiro, que a pesar de que no le alcanzó para el título estatal, consiguieron clasificar al Campeonato Brasileño de Serie D, la que es su primera participación en una competición a escala nacional.

## Entrenadores
- Eugênio Souza (octubre de 2016)[4]
- Rogério Henrique (octubre de 2016–?)[5]
- Rodrigo Fonseca (agosto de 2018–diciembre de 2018)[6][7]
- Wellington Fajardo (diciembre de 2018–febrero de 2019)[8][9]
- Rodrigo Fonseca (febrero de 2019–marzo de 2019)[10][11]
- Thiago Oliveira (abril de 2019–?)[12]
- Thiago Oliveira (noviembre de 2020–marzo de 2021)[13][14]
- Wallace Lemos (septiembre de 2022–noviembre de 2022)[15][16]
- Thiago Oliveira (noviembre de 2022–febrero de 2023)[17][18]
- Tuca Guimarães (febrero de 2023–marzo de 2023)[19][20]
- Rogério Henrique (marzo de 2023–presente)[2]

## Palmarés
- Mineiro Modulo II: 2

2000, 2017